# Nikolay Milkov
Nikolay Milkov (bulgarisch Николай Милков Nikolaj Milkow; * 20. Oktober 1953 in Warna, Bulgarien) ist ein deutsch-bulgarischer Philosoph und außerplanmäßiger Professor an der Universität Paderborn.

## Leben
Nikolay Milkov studierte von 1974 bis 1978 Philosophie an der Sofioter Universität. Von 1979 bis 1983 war er Doktorand an der Lomonossow-Universität Moskau mit der Doktorarbeit „Kritische Analyse der Philosophie des Logischen Atomismus“. Ab August 1983 hatte Milkov eine Forschungsstelle am Institut für Philosophie der Bulgarischen Akademie der Wissenschaften inne und war ab Oktober 1989 „Research Fellow“ an der Universität Bielefeld, zunächst als Alexander von Humboldt-, später als Fritz Thyssen-Stipendiat. In dieser Zeit arbeite Milkov an dem Projekt „Geschichte der analytischen Philosophie“. Zur Michaelmas und Lent Terms 1990/91 war Milkov „Visiting Philosopher“ an der „Sub-Faculty of Philosophy“, University of Oxford. 2005/06 war er als „Visiting Fellow“ am Center for Philosophy of Science, University of Pittsburgh, tätig.
Von 2007 bis 2009 arbeitete Milkov an dem Forschungsprojekt über die „Berliner Gruppe“ der logischen Empiristen um Hans Reichenbach, unterstützt von der Fritz Thyssen-Stiftung. Seit 2007 ist Milkov wissenschaftlicher Mitarbeiter und seit 2011 Lehrkraft für besondere Aufgaben an der Universität Paderborn. Im Jahre 2009 erfolgte seine Habilitation. 2012 nahm er die Einladung der McMaster University in Kanada als „Bertrand Russell Visiting Professor“ an. Seit 2015 ist er außerplanmäßiger Professor in Paderborn. 2018 war Milkov Gastprofessor an der Staatlichen Universität zu Sankt Petersburg, Russland.

## Werk
Milkov startete seine Arbeit an der Geschichte der analytischen Philosophie in der Hoffnung, eine verfeinerte Methode für die Ausbildung klareren und besseren Denkens zu finden. Ein erstes Resultat dieser Arbeit war Milkovs Dissertation über den „logischen Atomismus“. Im Anschluss hat er die drei wichtigsten Werke von Wittgenstein ins Bulgarische übersetzt.
Milkovs nächstes Projekt war, eine umfassende Geschichte der analytischen Philosophie in England zu schreiben. Sie ist in zwei Formen veröffentlicht worden—einer erweiterten und einer kurzen Form. Milkov präsentiert darin alle Werke von G.E. Moore, Russell, Wittgenstein, John Wisdom, Ryle, J.L. Austin, P.F. Strawson und M. Dummett in einer synoptischen Darstellung, um eine Karte der „logischen Geographie“ ihrer Begriffe und Probleme aufzuzeichnen.
Des Weiteren versuchte Milkov, die spezifische Methode der früheren analytischen Philosophie herauszuschälen. Dabei hat er sie vor einem reichen Hintergrund der Geschichte der Philosophie, die antike Philosophie einbezogen, dargestellt. Kurzum, er sieht die eigentliche Aufgabe der früheren analytischen Philosophie, die Entwicklung der Fähigkeit für „korrektes Denken“ (das Aristoteles als ορθός λόγος und Descartes als bona mens bestimmte) zu unterstützen.
Als Nächstes hat Milkov versucht, die Verbindungen der früheren analytischen Philosophie mit der deutschen Philosophie des 19. Jahrhunderts aufzuzeigen. Während man gewöhnlich als Vorfahren der analytischen Philosophie Gottlob Frege sieht, entdeckte Milkov als solchen Hermann Lotze, Freges Professor in Göttingen. Lotze hat nicht nur die werdende analytische Philosophie, sondern auch die Phänomenologie entscheidend beeinflusst.
Um weiter die richtige Methode der Philosophie zu klären, hat Milkov die frühere analytische Philosophie auch mit den neuesten Entwicklungen der Wissenschaft in historischer Perspektive in Verbindung gebracht. Zu diesem Zweck hat er Hans Reichenbach und die von ihm geführte Berliner Gruppe des logischen Empirismus untersucht.

## Publikationen (Bücher)

### Autor
- Kaleidoscopic Mind: An Essay in Post-Wittgensteinian Philosophy. Rodopi, Amsterdam 1992.
- The Varieties of Understanding: English Philosophy since 1898. 2 vols. Peter Lang, Frankfurt 1997.
- A Hundred Years of English Philosophy. (= Philosophical Studies. 94). Kluwer, Dordrecht 2003.
- The Philosophy of Logical Atomism (in Russian: Философия логического атомизма). Nauka, Sankt-Petersburg 2018.
- Early Analytic Philosophy and the German Philosophical Tradition. Bloomsbury, London 2020.
- Hermann Lotze's Influence on Twentieth Century Philosophy (= New Studies in the History and Historiography of Philosophy. 12) De Gruyter, Berlin-Boston, 2023.[8]

### Herausgeber
- Zeko Torbov: Erinnerungen an Leonard Nelson: 1925–1927. (= Studien und Materialien zur Geschichte der Philosophie. Band 70). Georg Olms Verlag, Hildesheim 2005.
- Hans Reichenbach: Ziele und Wege der heutigen Naturphilosophie. (= Philosophische Bibliothek. Band 621). Felix Meiner, Hamburg 2011.
- mit V. Peckhaus: The Berlin Group and the Philosophy of Logical Empiricism. (= Boston Studies in the Philosophy of Science. 273). Springer, Dordrecht 2013.
- Die Berliner Gruppe. (= Philosophische Bibliothek. Band 671). Felix Meiner, Hamburg 2015.
- Hermann Lotze: Mikrokosmos. 3 Bände. (= Philosophische Bibliothek. Bände 701a-c). Hamburg: Felix Meiner, 2017.
- Hermann Lotze: Medizinische Psychologie oder Physiologie der Seele. (= Klassische Texte der Wissenschaft). Springer Spektrum Verlag, Heidelberg / Berlin 2021.

### Übersetzer
- L. Wittgenstein: Logisch-philosophische Abhandlung. Nauka i Izkustvo, Sofia 1988. (bulgarisch)
- L. Wittgenstein: Philosophische Untersuchungen. Nauka i Izkustvo, Sofia 1988. (bulgarisch)
- L. Wittgenstein: Bemerkungen über die Grundlagen der Mathematik. Nauka i Izkustvo, Sofia 1988. (bulgarisch)
- Zeko Torbov: Erinnerungen an Leonard Nelson: 1925–1927. (= Studien und Materialien zur Geschichte der Philosophie. Band 70). Georg Olms Verlag, Hildesheim 2005.